# Église Saint-Martin de Beaumont-en-Artois
L'église Saint-Martin est l'église catholique de Beaumont-en-Artois, ancienne commune rattachée aujourd'hui à Hénin-Beaumont dans le Pas-de-Calais. Elle ne doit pas être confondue avec l'église Saint-Martin d'Hénin-Beaumont (ancienne Hénin-Liétard), de style romano-byzantin, en centre-ville. Les églises de la ville sont regroupées aujourd'hui dans la nouvelle paroisse Sainte-Claire-en-Héninois du diocèse d'Arras. Elle est consacrée à saint Martin, apôtre des Gaules et en particulier du Héninois.

## Histoire
La région aux confins des Flandres intérieures est évangélisée vers 360 par saint Martin. Le village se trouvait sur la voie romaine Arras-Tournai. L'église médiévale a été détruite dans les années 1840 et remplacée par une autre plus vaste. L'église actuelle date du début du XXe siècle.

## Description
L'église Saint-Martin d'architecture néo-gothique remplace une ancienne église construite en 1847; elle est construite en briques rouges et encorbellements de pierre avec une haute nef de cinq travées bordée de deux bas-côtés, précédée d'un narthex avec une statue de saint Antoine. Elle est de plan rectangulaire et surplombée d'un haut clocher carré coiffé d'une flèche fort élancée couverte d'ardoises, comme la toiture. Le portail est surmonté de trois groupes de fenêtres, d'une rosace et à nouveau d'un groupe de trois fenêtres jumelées ainsi qu'une horloge.
L'intérieur de l'église est éclairé de treize vitraux dans la nef et de trois hautes fenêtres à plein-cintre. Ils sont de l'atelier du maître-verrier Étienne-François-Jean Delannoy. Les vitraux de gauche représentent des saints et ceux de droite des saintes. Le chœur de l'église est éclairé de trois vitraux. Le premier représente saint Martin, le deuxième, le Christ en croix et le troisième, Notre Dame des Ardents.